# Amphisbaena myersi
Amphisbaena myersi este o specie de reptile din genul Amphisbaena, familia Amphisbaenidae, ordinul Squamata, descrisă de Hoogmoed 1988. Conform Catalogue of Life specia Amphisbaena myersi nu are subspecii cunoscute.